# Biopolimeri
Biopolimeri su makromolekulska jedinjenja, molekulske mase od nekoliko hiljada do nekoliko stotina hiljada, koji se u prirodi nalaze kao delovi biljnih ili životinjskih tkiva. Za takve materijale kaže se da potiču iz obnovljivih izvora (eng. renewable resources).

## Klasifikacija biopolimera
To su međusobno vrlo različita i složena jedinjenja. Mogu se svrstati u nekoliko grupa:
- Polisaharidi
- Lignin ili polimerni materijali na bazi koniferil alkohola
- Proteini (belančevine) ili prirodni poliamidi
- Prirodni kaučuk
- Prirodne smole[1]

Tri tipa biopolimera koji su od esencijalnog značaja za život su ugljeni hidrati, belančevine i nukleinske kiseline. Preko ugljenih hidrata i njihovom razgradnjom, sunčana energija se koristi za održavanje života; pomoću belančevina katalizuju se reakcije koje su uključene u životne procese, a značaj nukleinskih kiselina je u tome što imaju čitav niz funkcija kao što je na primer, uloga prenosioca naslednih osobina i sinteza belančevina u ćelijama.

## Podela biopolimera prema poreklu i načinu dobijanja
Na osnovu porekla i načina dobijanja polimera iz obnovljivih izvora u širem smislu smatraju se tri grupe polimera:

### Polimeri ekstrahovani/izolovani direktno iz biomase
Ova kategorija biopolimera je najviše prisutna na tržištu. Polimeri ove kategorije dobijaju se od biljaka, morskih i domaćih životinja. Primeri su polisaharidi, celuloza, skrob i citin, proteini surutke, kazein, kolagen, proteini soje, miofibrilarni proteini životinjske muskulature, itd. Ovi materijali imaju dobra barijerna svojstva za gasove, ali su veoma hidrofilni.

### Polimeri proizvedeni klasičnom hemijskom sintezom iz monomera poreklom iz obnovljivih izvora
Primer je polilaktid ili poli(laktidna kiselina), (PLA), biopoliester sintetiziran iz mlečne kiseline. Monomer, mlečna kiselina, proizvodi se fermentacijom ugljenohidrata (slika 1).

### Polimeri sintetizovani u mikroorganizmima ili genetski modifikovanim bakterijama.
Do danas ovu grupu čine uglavnom poli(hidroksi-alkanoati): poli(hidroksi-butirat), (PHB), slika 2 , poli(hidroksi-valerat) (PVA) i njihovi kopolimeri, a u toku su i istraživanja bakterijski sintetizovane celuloze(Andričić, 2009 ; Bucci i dr., 2005).
Najvažniji biopolimeri mogu se podeliti i prema načinu vezivanja pojedinih osnovnih jedinica u makromolekuli. Visoko molekularni ugljeni hidrati mogu se smatrati poliacetalima. U proteinima su osnovne jedinice vezane amidnim vezama, a nukleinske kiseline su u osnovi poliestri, gde fosforna kiselina deluje kao bifunkcionalna kiselina.

## Primena biopolimera
Poput sintetičkih polimera i prirodni polimeri retko se upotrebljavaju u sirovom obliku, već se za određene primene modifikuju ili im se dodaju različiti dodaci odnosno aditivi, kao što su punila, pigmenti, stabilizatori, omekšivači i kao takve smese nazivaju se prirodni polimerni materijali. Aditivi, iako prisutni u relativno malim koncentracijama, bitno poboljšavaju jednu ili više osobina pa se tako dobijaju upotrebljivi polimerni materijali u različitim industrijama (tekstilna, prehrambena, farmaceutska, kozmetička, ind. boja i lakova itd.). Neki prirodni polimeri već se prilikom izolacije iz sirovine dobijaju u modifikovanom obliku (kao npr. alginska kiselina u obliku alginata).
Većina prirodnih polimera biološki je razgradljiva (biorazgradljivi polimeri) tj. mogu se razgraditi delovanjem mikroorganizama (bakterija, gljivica, algi) do ugljen dioksida i vode u aerobnim, odnosno ugljen dioksida i metana u anaerobnim uslovima u prihvatljivom vremenskom periodu (koji se razlikuje od polimera do polimera). Na brzinu biorazgradnje utiču faktori okoline i osobina polimernog materijala (struktura, morfologija, kristaliničnost, funkcionalnost, topljivost i molekulna masa)(Andričić, 2009). Biorazgradljivi polimeri su našli primenu za izradu ambalaže (folije i posude za jednokratnu primenu), u medicini : kao implatanti, hirurški konci, itd., u poljoprivredi kao folije za zaštitu semena i komposta.

## Literatura
1. Andričić, B. (2009 )Prirodni polimerni materijali : Priručnik, Kemijsko-tehnološki fakultet Sveučilišta u Splitu, Split, 1-3.
2. Bucci D. Z., Tavares L. B. B. and Sell I. (2005) PHB packaging for the storage of food products . Polymer Testing, 24 (5): 564- 571.
3. Karlson, P. (1989) Biokemija, Školska knjiga, Zagreb, 14-15.
4. Nemet, N.(2015) Biopolimeri u proizvodnji ambalaže, U: Tehnologija hrane, Enciklopedija, Novi Sad.http://www.tehnologijahrane.com/enciklopedija/biopolimeri-proizvodnji-ambalae
5. Nikolić, M.S., Poleti, D., Đonlagić, J.(2003)Biodegradabilni poliestri na bazi ćilibarne kiseline, Hemijska industrija, 57(11) 526-535.
6. Petrović, S.D.; Mijin, D.Ž.; Stojanović, N.D. (2005) Hemija prirodnih organskih jedinjenja, Tehnolođko-metalurški fakultet, Univerzitet u Beogradu, Beograd, 283.